# 尾上泰次郎
尾上泰次郎（おのえ たいじろう、1909年（明治42年）8月27日 - 1927年（昭和2年）9月2日）は歌舞伎役者。屋号は音羽屋、定紋は重ね扇に抱き柏、替紋は四ツ輪。

## 来歴・人物
父は六代目尾上梅幸。兄は七代目尾上榮三郎。
1914年（大正3年）1月、尾上泰次郎を襲名。
1926年（大正15年）5月7日に相州金沢にて、兄の榮三郎が呼吸器疾患のため25歳で死去した。その時、父の六代目尾上梅幸と共に榮三郎の最期を看取っている。
だが、泰次郎も、榮三郎の死から僅か1年4か月後の1927年（昭和2年）9月2日に夭折した。
将来を嘱望していた子供2人に先立たれ、六代目梅幸は泰次郎の死から7年後の1934年（昭和9年）に亡くなった。